# Dendropanax brevistylus
Dendropanax brevistylus är en araliaväxtart som beskrevs av Yong Ling. Dendropanax brevistylus ingår i släktet Dendropanax och familjen Araliaceae. Inga underarter finns listade.